# Missile da crociera

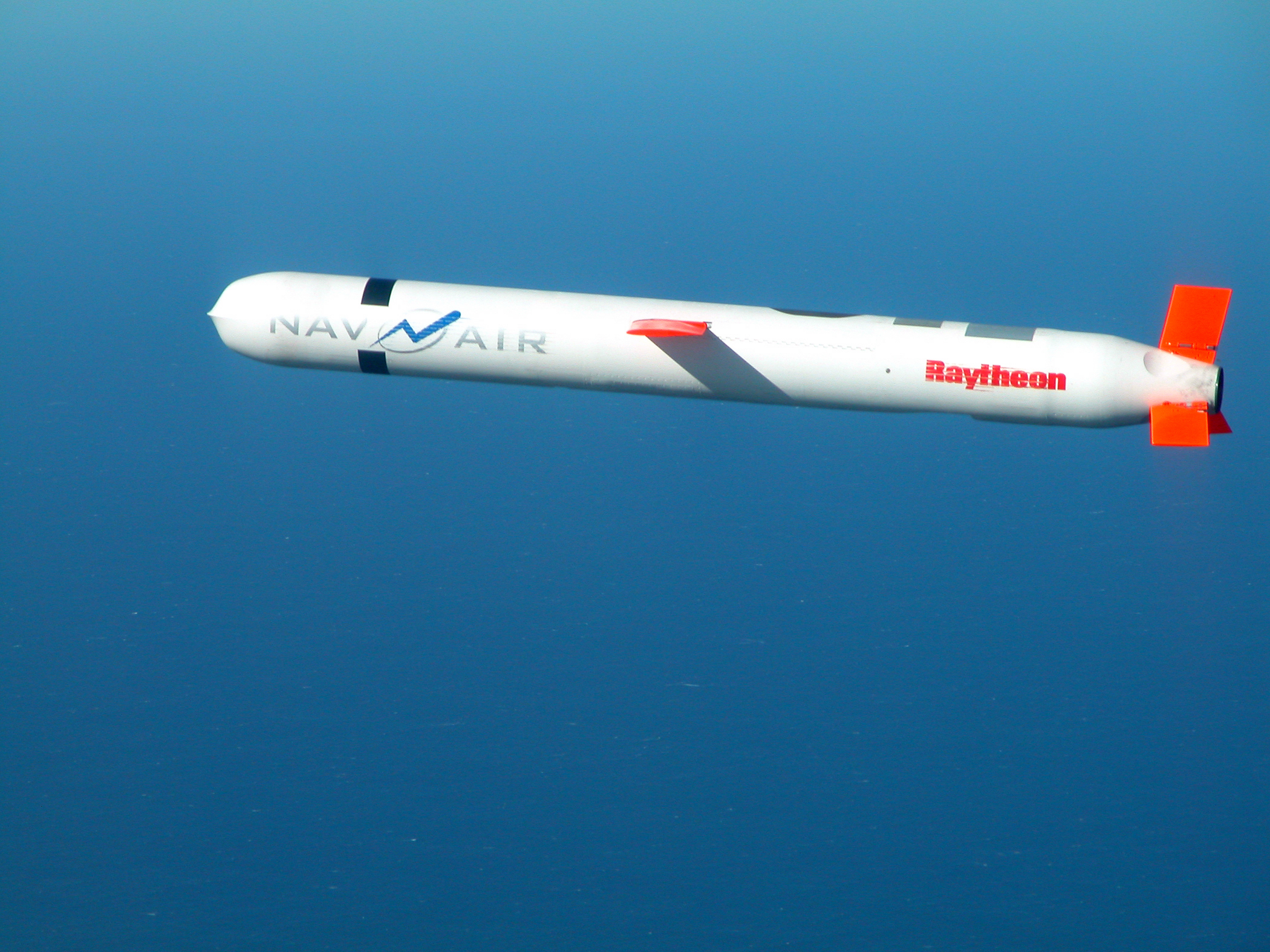
Un missile Tomahawk Block IV

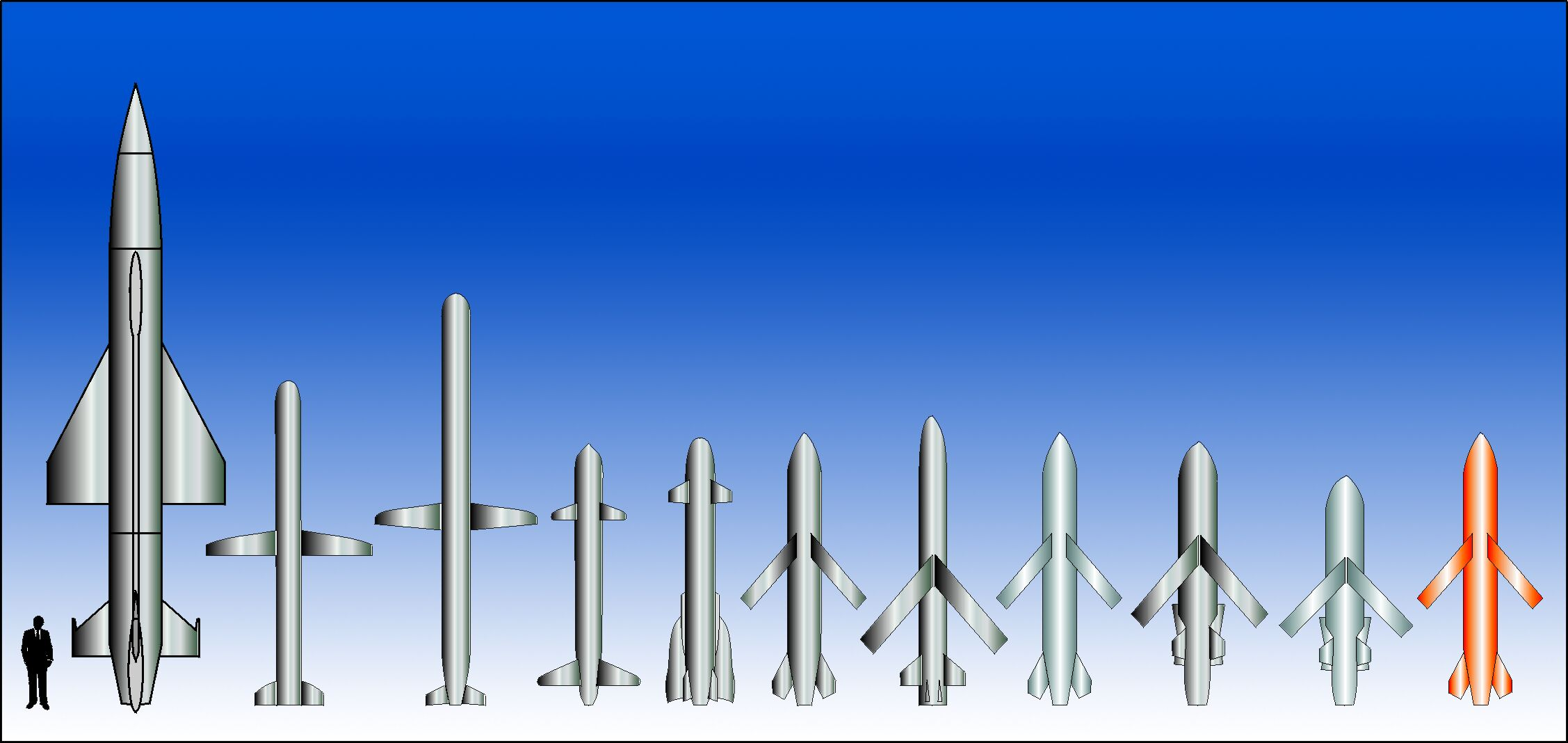
Confronto tra diversi missili cruise prodotti. Da sinistra a destra:
AS-4 • AS-15 • SS-N-21 • Torgos • Mupsow • APACHE • Popeye Turbo • Storm Shadow • KEPD-350 • KEPD-150 • SCALP-EG

Un missile da crociera (dall'inglese cruise missile) è un missile che percorre una traiettoria guidata. A differenza dei missili balistici, che percorrono una traiettoria prefissata, il missile da crociera possiede un motore, che resta acceso per la durata del volo, e delle ali che gli permettono di volare come un aeroplano e di controllare e anche modificare la sua rotta. Le versioni più aggiornate possiedono un sistema di navigazione satellitare, che conferisce loro una grande accuratezza nel colpire il bersaglio.

## Storia

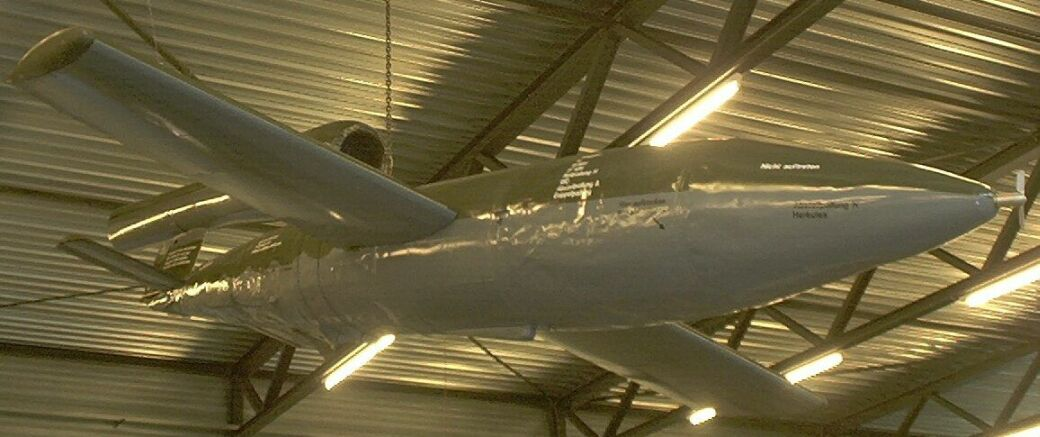
V1 (Fieseler Fi 103)

L'idea di un "aerial torpedo" nasce in Gran Bretagna nel 1909 con il film The Airship Destroyer, dove dei siluri volanti teleguidati sono usati per abbattere navi volanti che bombardano Londra.
Nel 1916, Lawrence Sperry brevetta e costruisce un "aerial torpedo", un piccolo biplano che trasporta una carica di TNT, un autopilota Sperry e un controllo di quota barometrico. Da questi studi la US Army sviluppa la Kettering Bug. Tra le due guerre mondiali la Gran Bretagna sviluppa il Larynx che fa alcuni voli di prova negli anni venti.
Nell'Unione Sovietica, Sergey Korolev guidò il progetto GIRD-06 dal 1932 al 1939, progettando un razzo a singolo stadio. Lo 06/III (RP-216) e lo 06/IV (RP-212) contenevano sistemi guida giroscopici. Il velivolo fu progettato per raggiungere 28 chilometri di altitudine e planare a una distanza di 280 chilometri, ma i test fatti tra 1934 e il 1936 raggiunsero solo i 500 metri di quota.
La Germania costruì il primo missile da crociera, durante la seconda guerra mondiale. La V-1, spesso definita bomba volante, conteneva un sistema di guida giroscopico ed era spinta da un motore pulsogetto, il cui suono caratteristico la fece definire "bomba buzz". La precisione era tale da permetterne l'uso solo su grandi bersagli (l'area di una città), mentre la gittata di 250 chilometri era corta rispetto ai bombardieri dell'epoca. Il vantaggio principale era la velocità (comunque non tale da non poter essere intercettata dai caccia dell'epoca) e l'espandibilità. Il costo di produzione di una V-1 era una frazione di quello di una V-2, missile balistico supersonico, che trasportava una testata similare. Diversamente dalla V-2, la V-1 richiedeva rampe di lancio fisse, passibili di bombardamento. La Germania nazista, nel 1943, sviluppò il Mistel, missile da crociera lanciato da un velivolo, dove un caccia pilotato era montato su un bombardiere non pilotato, atto a essere rilasciato in prossimità del bersaglio. Varianti "da crociera" della V-1 furono sviluppate solo sul finire del conflitto mondiale.
Subito dopo la guerra, l'aviazione statunitense iniziò lo sviluppo di 21 tipi di missili guidati, anche cruise. Tutti i programmi furono cancellati nel 1948, tranne quattro: il BANSHEE, l'SM-62 Snark, l'SM-64 Navaho, e l'MGM-1 Matador. Il BANSHEE fu simile all'Aphrodite, e come l'Aphrodite fallì ed il programma finì cancellato nell'aprile 1949.
Durante la guerra fredda gli Stati Uniti e l'Unione Sovietica sperimentarono diverse tipologie di missili, terrestri, sottomarini e aerei. Il maggiore fu quello della US Navy, da sottomarino, SSM-N-8 Regulus, basato sulla V1 (Fieseler Fi 103).
Il primo missile terra-terra dell'USAF fu il MGM-1 Matador, trasportabile, alato ed in grado di trasportare testate nucleari, simile alla V-1. Il dispiegamento oltremare iniziò nel 1954, nella Germania Ovest e più tardi a Taiwan ed in Corea del Sud. Il 7 novembre 1956 i "Matador" nella Germania Ovest, capaci di colpire bersagli in Polonia, furono dispiegati in basi che cambiavano giornalmente. Questo in occasione della crisi della Rivoluzione ungherese del 1956.
Tra il 1957 e il 1961 gli Stati Uniti d'America perseguirono un programma di missile nucleare, il Progetto Pluto. Progettato per volare al di sotto dei radar nemici alla velocità di Mach 3, trasportando bombe a idrogeno. Il motore da 500 MW fu completato nel 1961, ma nessun missile completo vide mai la luce; il progetto fu abbandonato per lo sviluppo degli ICBM.
Mentre i missili balistici furono preferiti per bersagli di terra, i missili da crociera furono visti dall'URSS come arma primaria contro unità navali. Grandi sottomarini (Classe Echo I/II e Classe Oscar I/II) vennero sviluppati per tale scopo, e grandi bombardieri (Tupolev Tu-22M, Tupolev Tu-95, e Tupolev Tu-160) furono equipaggiati con missili cruise tipo ALCM.

## Descrizione

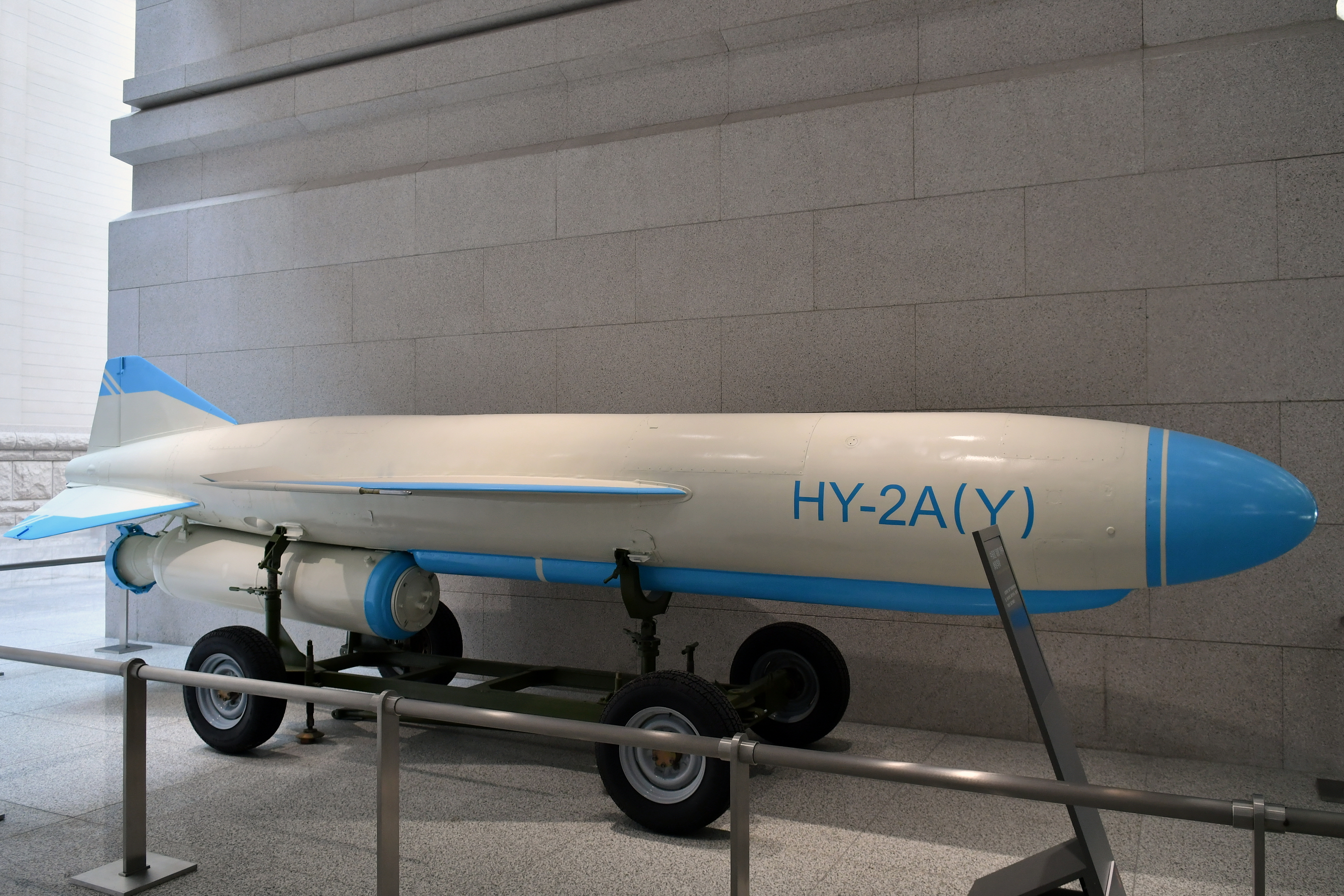
Silkworm

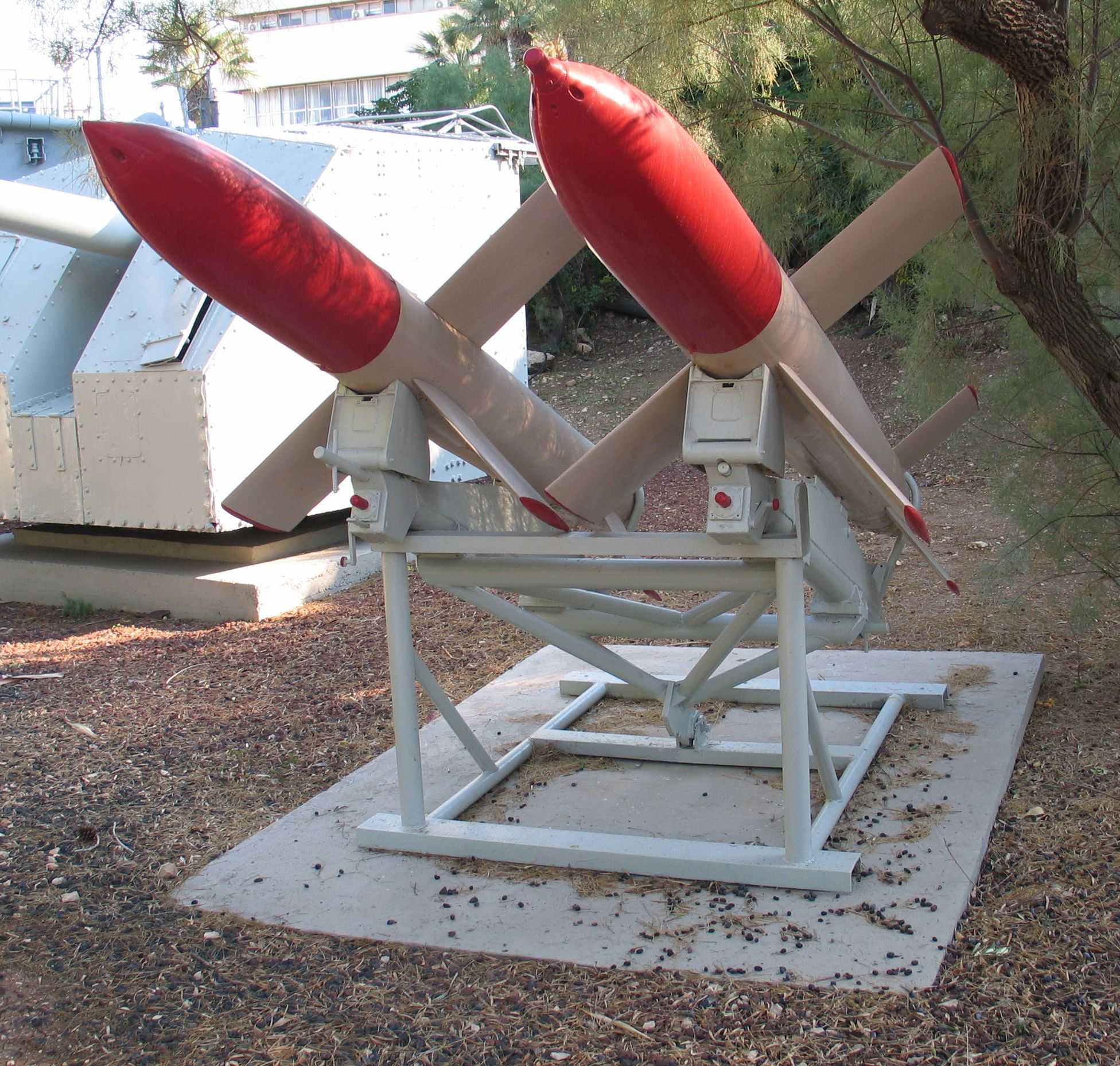
Gabriel

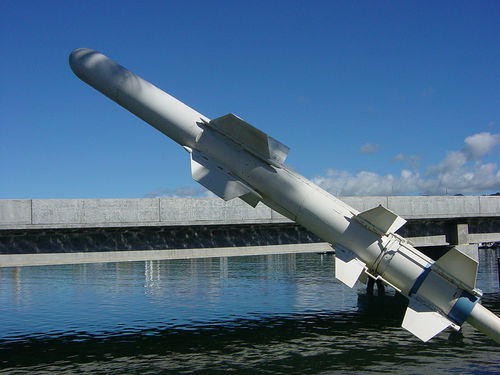
Harpoon

Il nome di missile 'da crociera' è entrato in auge a partire dal 1979, con il dispiegamento in Europa dei cosiddetti euromissili che erano i missili Pershing II, balistici, e i missili GLCM Tomahawk (missili da crociera) con un raggio d'azione di circa 900–1 000 chilometri.
Da allora il termine missile da crociera è diventato sinonimo di questa tipologia di missile: in realtà, essi possono variare ampiamente in grandezza e gittata, da pochi chilometri a 3 000 chilometri.
Tra gli esempi di piccoli missili da crociera si possono citare (elenco incompleto):
- Silkworm (Cina)
- Gabriel (Israele)
- Harpoon (USA)

### Armamento
Il missile del genere più conosciuto, l'americano Tomahawk, può portare una testata ad esplosivo convenzionale, a submunizioni o un ordigno nucleare. La testata nucleare è, nel modello americano, la W-80 da 200 chilotoni.
Ne esistono varie versioni, adattate per il lancio da terra (GLCM, Ground Launch Cruise Missile), da aereo (ALCM, Air Launch Cruise Missile), da nave (SLCM, Sea Launch Cruise Missile). Può essere lanciato anche da un sottomarino, ed infatti i sub classe Los Angeles e i britannici della classe Trafalgar li hanno utilizzati ripetutamente in operazioni belliche.
Il russo Raduga SS-N-22 Sunburn, montato tra l'altro sulle potenti cacciatorpediniere della classe Sovremenny, ha una testata bellica da 300 kg ed una estesa autonomia.

### Versioni
Nella sua versione in dotazione agli USA, il missile da crociera può essere lanciato da una varietà di piattaforme: da terra, da aerei, da navi e da sottomarini. La sigla che lo distingue cambia di conseguenza:
- ALCM: lanciato dal cielo;
- GLCM: lanciato da terra;
- SLCM: lanciato dal mare.

### Utilità tattica
Il missile da crociera è stato creato per aggirare le difese dell'avversario volando a bassa quota e rasente al terreno. Questo comportamento gli permette di aggirare le difese basate sul radar e sugli infrarossi, e ciò rende molto difficile intercettarlo. Nel tempo i missili sono stati aggiornati, migliorandone soprattutto la precisione e la flessibilità di utilizzo.
Infine costano relativamente poco (un Tomahawk costa circa 1 milione di dollari) e non hanno bisogno di infrastrutture particolarmente complesse per essere messi in opera.

### Sistemi di guida
Sistemi low-cost usano radioaltimetri, altimetri barometrici e orologi per navigare su una mappa digitale. Sistemi più avanzati usano sistemi a guida inerziale, navigazione satellitare e terrain contour matching (TERCOM). L'uso di un algoritmo/dispositivo tipo automatic target recognition (ATR) aumenta l'accuratezza verso il bersaglio. Tipi Standoff Land Attack Missile presentano unità ATR della General Electric.

### Ipersonici
Un missile da crociera ipersonico viaggia ad almeno 5 volte la velocità del suono.

## Dispiegamento

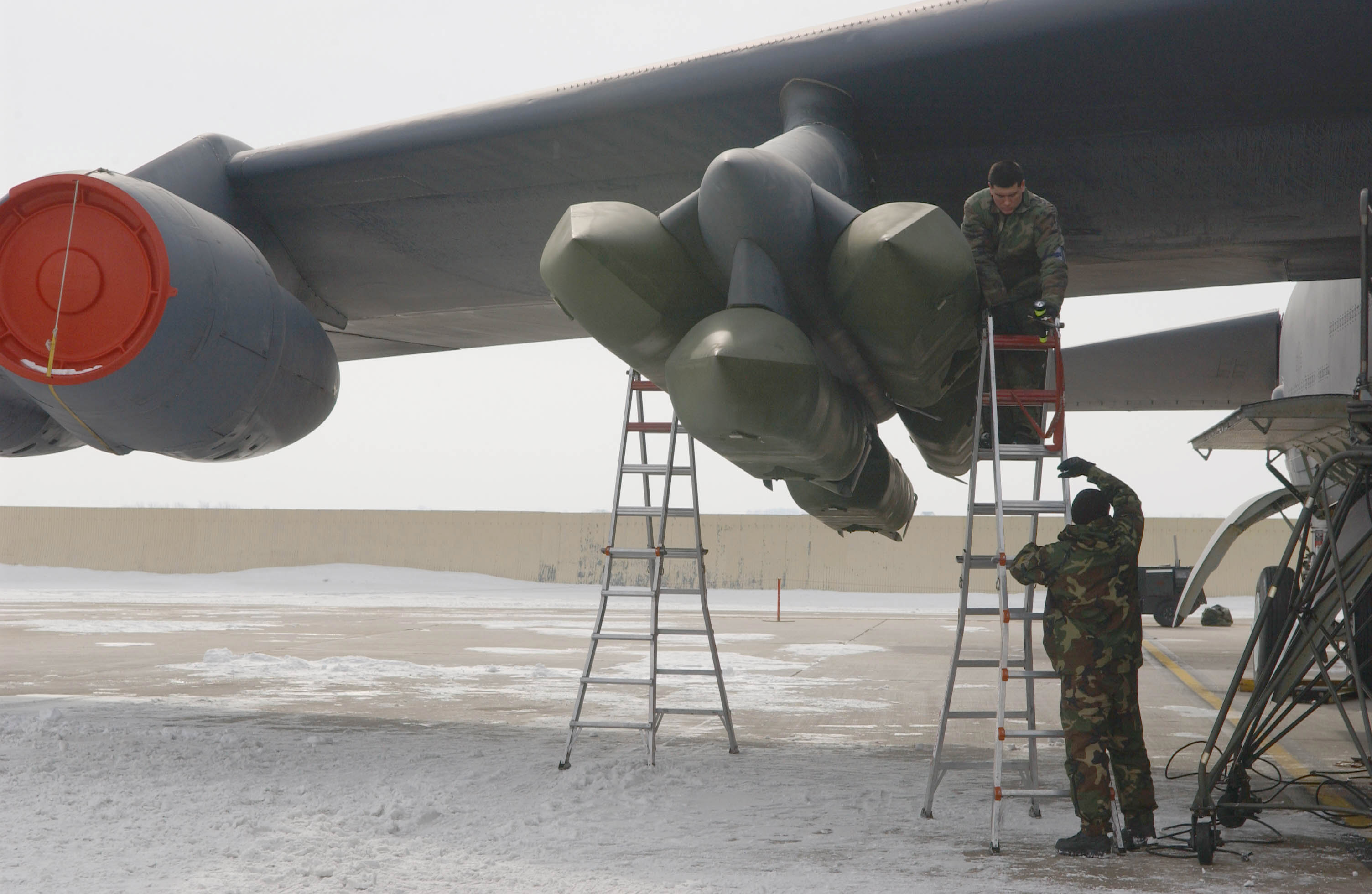
AGM-129 ACM sotto un B-52H bomber

### Versioni con testate nucleari

#### Stati Uniti

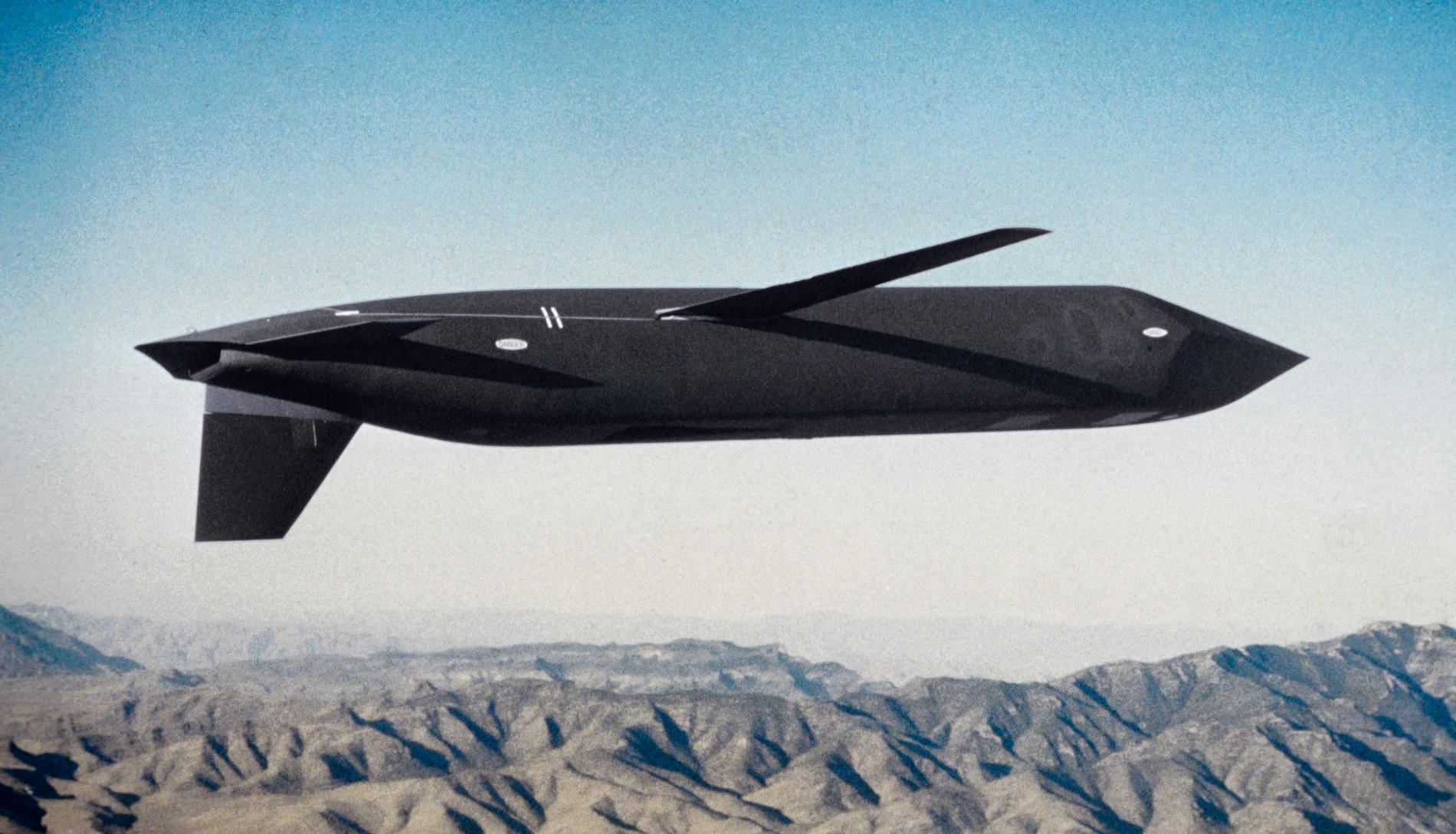
Un AGM-129 ACM

Gli Stati Uniti hanno dispiegato quattro missili cruise nucleari, in epoche differenti:
- SSM-N-8 Regulus lanciato da sottomarino, fuori servizio
- AGM-86 ALCM lanciato da aereo, 350/550 missili e testate W80 ancora in servizio
- BGM-109 Tomahawk missile cruise terrestre, navale e sottomarino; i modelli a testata nucleare sono fuori servizio, ma le testate presenti sono in riserva
- AGM-129 ACM (Advanced Cruise missile).

#### Russia
La Russia ha missili Kh-55SM, simili agli americani AGM-129 con gittata di 3 000 chilometri, ma più potenti, fino a 200 chilotoni. Equipaggiati con TERCOM, possono volare a meno di 110 metri di quota alla velocità subsonica, con errore (CEP) di 15 metri con sistema di navigazione inerziale. Sono lanciati da Tupolev Tu-95, Tupolev Tu-22M, o Tupolev Tu-160 (rispettivamente 16, 12, o 4 missili trasportabili). Una versione stealth, Kh-101 con la testata convenzionale di 1 000 chilogrammi e Kh-102 con la testata nucleare. Il primo è stato usato per prima volta in Siria contro i terroristi ISIS. Hanno la gittata di circa 5 000 chilometri.

#### Francia
La force de frappe include bombardieri di terra e di con il Air-Sol Moyenne Portée. Due modelli sono in uso, ASMP e ASMP-A. 60 i missili in servizio, 50 terrestri e 10 navali.

#### Israele
La difesa israeliana dispiega il Popeye Turbo ALCM e il Popeye Turbo SLCM con testate nucleare su sottomarini classe Dolphin.

## Efficienza nei sistemi odierni
I missili cruise sono estremamente costosi, milioni di dollari al pezzo. Durante la Operation Enduring Freedom gli Stati Uniti li utilizzarono talvolta per attaccare bersagli "economici", il che insinuò dubbi sulla loro efficacia. Per contro, i missili cruise sono sicuri per l'uomo, allo stesso modo degli UAV, e meno cari in termini di perdita di vite umane; come dimostrato dalla Operation Odyssey Dawn.

## Esemplari

### Ipersonici
- Zircon (missile) Russia
- 14-X Brasile
- DF-ZF  Cina

### Supersonici
- 3M-54 Klub  Russia
- BrahMos / Russia / India -[5]
- C-101  Cina
- C-301  Cina
- C-803  Cina
- C-805  Cina
- CJ-10  Cina

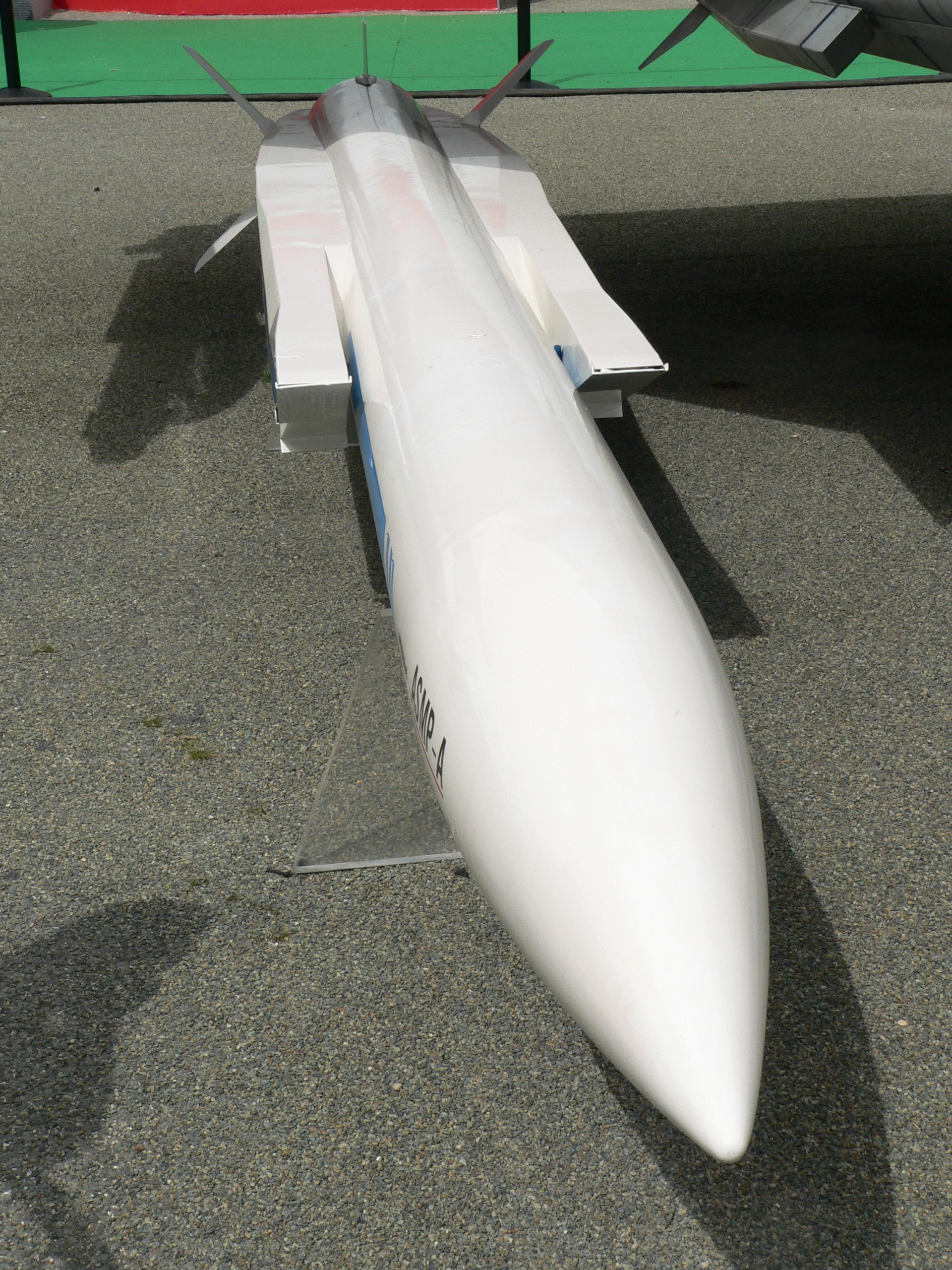
Air-Sol Moyenne Portée, supersonico

- CVS401 Perseus / Regno Unito / Francia - stealth supersonico[6][7][8][9][10]
- KD-88  Cina
- Kh-31  Russia
- Kh-32  Russia
- P-270 Moskit / URSS / Russia
- P-500 Bazalt / URSS / Russia
- P-700 Granit / URSS / Russia
- P-800 Oniks / URSS / Russia
- YJ-91  Cina

### A lungo raggio
- AGM-86B  USA
- AGM-129 ACM  USA
- BGM-109 Tomahawk / USA/Regno Unito
- DH-10  Cina
- Hyunmoo III  Corea del Sud[11]
- Nirbhay  India (1000 + km)

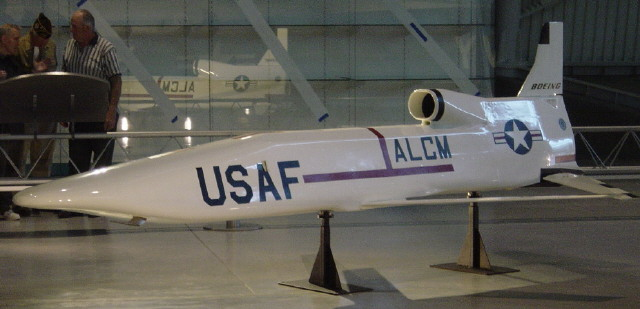
Un AGM-86 in dotazione all'USAF

- Novator 9M730 Burevestnik  Russia
- KH-55  Russia
- RK-55  Russia
- Meshkat  Iran - raggio di 2000 chilometri[12]
- SOM (missile) (SOM B Block I)  Turchia - raggio di 500, 1500 e 2500 chilometri[13][14][15]
- Air-Sol Moyenne Portée  Francia
- Long Neptun  Ucraina - gittata 1000 km

### A medio raggio
Gittata inferiore a 1000 chilometri
- AGM-158 JASSM  USA
- Babur  Pakistan
- KD-63  Cina
- Ra'ad ALCM  Pakistan

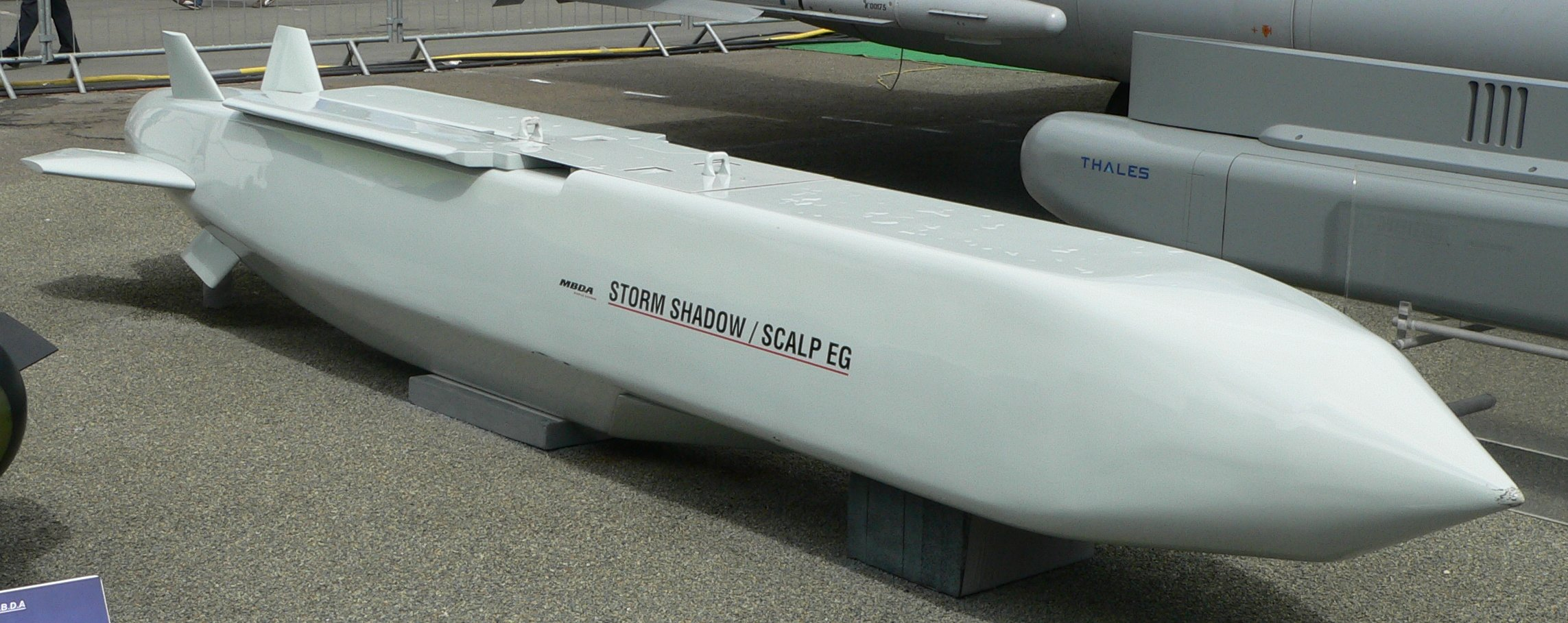
Uno storm shadow in dotazione a Regno Unito, Francia e Italia

- SCALP (Storm shadow) // Regno Unito / Francia / Italia
- S8000 Banderol  Russia[16]
- Raad  Iran
- Taurus KEPD 350 / Germania / Svezia

### A corto raggio

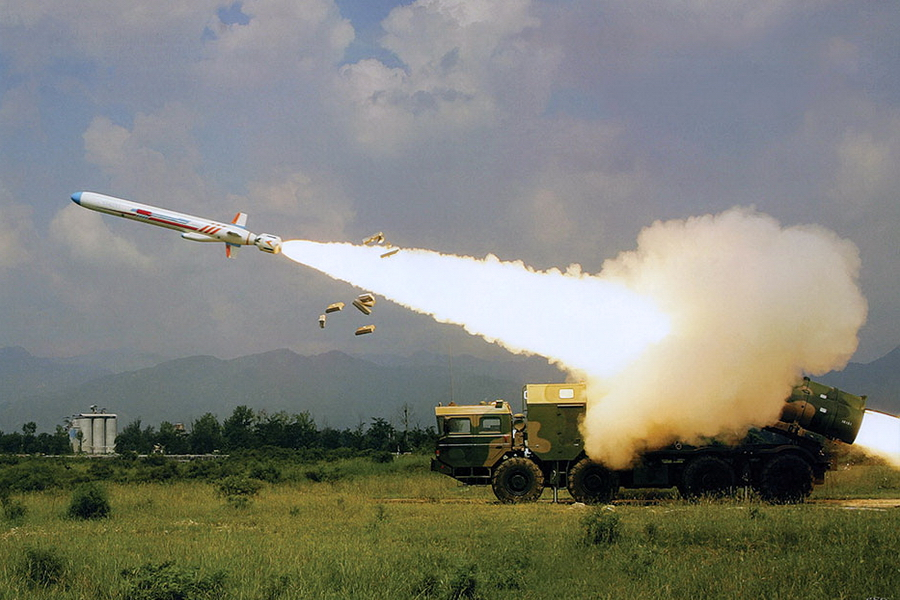

Gittata di circa 300 chilometri.
- AV-TM 300  Brasile
- C-801  Cina
- C-802  Cina
- C-602  Cina
- Delilah missile  Israele
- Kh-35  Russia
- Nasr-1  Iran
- Naval Strike Missile  Norvegia
- Noor  Iran
- Qader  Iran
- RBS-15  Svezia
- RGM-84 Harpoon  USA
- Silkworm  Cina
- SOM (missile)  Turchia[17][18]
- Zafar  Iran
- R-360 Neptun  Ucraina